# Havkällan
Havkällan är en sjö i Uddevalla kommun i Bohuslän och ingår i Bäveån-Örekilsälvens kustområde. Sjön är 6 meter djup, har en yta på 0,029 kvadratkilometer och är belägen 130 meter över havet.